# Robert Johnson
Robert Leroy Johnson (Hazlehurst, 8 de mayo de 1911-Greenwood, 16 de agosto de 1938) fue un cantante, compositor y guitarrista estadounidense de blues, conocido como el Rey del Delta Blues. 
Sus grabaciones de 1936 a 1937 muestran una notable combinación de talento para cantar, tocar la guitarra y componer canciones (a pesar de haber dejado grabadas solamente veintinueve, influyeron en varias generaciones de músicos). Su misteriosa y escasamente documentada vida, y su muerte a la edad de 27 años, han dado lugar a la difusión de muchas leyendas. 
Es considerado el Abuelo del Rock and Roll por la influencia ejercida de su música en grandes intérpretes del género. Su locución, la originalidad de sus canciones y su estilo de tocar la guitarra han marcado a una gran gama de músicos considerados leyendas, entre ellos: John Fogerty, Bob Dylan, Brian Jones, Johnny Winter, Jimi Hendrix, The Yardbirds, Led Zeppelin, The Allman Brothers Band, The Rolling Stones, Slash, Queen, The White Stripes, The Black Keys, The Band, Neil Young, Warren Zevon, Jeff Beck, Nick Cave o Eric Clapton, este último dice que Johnson es «el más importante músico de blues que haya vivido».
Ocupó el 5.º puesto en la lista de «Los 100 guitarristas más grandes de todos los tiempos» de la revista Rolling Stone. Fue incluido en el Salón de la Fama del Rock and Roll en 1986 en la categoría de Early Influence (Influencias tempranas).
Al haber fallecido a la edad de 27 años, también es conocido mundialmente por haber sido declarado el fundador del club de los 27, extraño fenómeno al que se le conoce por la cantidad de artistas fallecidos en particulares circunstancias a la edad de 27 años.

## Biografía

### Primeros años

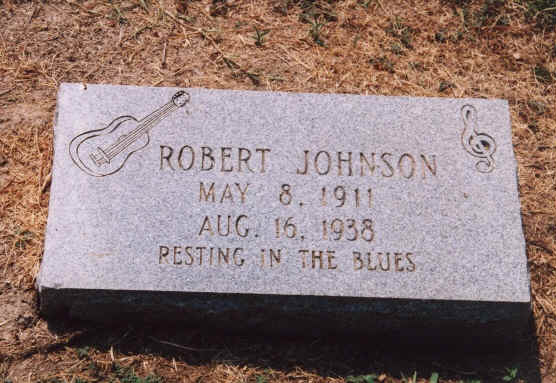
Lápida de Robert Johnson del Cementerio Payne Chapel.

Nació en Hazlehurst, estado de Misisipi, Estados Unidos el 8 de mayo de 1911 (aunque esta fecha es muy discutida); su madre era Julie Ann Majors (Julie Dodds), hija de personas esclavizadas que tuvo a su hijo con un jornalero que estaba de paso por el poblado, llamado Noah Johnson, cuando estaba momentáneamente separada de su marido Charles Dodds Jr., un carpintero próspero. Tiempo después ella volvería con Charles (entonces apellidado Spencer), pero su relación no duró mucho. El pequeño Robert creció con el apellido Spencer sin saber que Charles no era su padre biológico, y la familia se estableció en 1918 en Robinsonville; años más tarde, su madre le confesó a Robert que era hijo de Noah Johnson, por lo que pasó a adoptar el apellido de su verdadero padre.
Desde niño, Johnson mostró interés por la música, primero por el arpa y luego por la armónica. Fue enviado al colegio pero no demostró demasiado interés por los estudios, que abandonó con la excusa de un problema en la vista en 1927.

### Vida adulta
En febrero de 1929 contrajo matrimonio con Virginia Travis, de 16 años. Poco después, ella quedó embarazada y finalmente murió en el parto junto con su bebé, en abril de 1930. La segunda esposa de Johnson fue Esther Lockwood, madre de Robert Lockwood Jr., que más tarde se convertiría también en intérprete de blues, siguiendo las huellas de su padrastro.
Después de varios años actuando por todo el sur de los Estados Unidos, tuvo la oportunidad de dejar grabadas sus 29 legendarias canciones. Son 42 grabaciones (13 de los temas fueron grabados dos veces), registradas en dos sesiones: la primera en un hotel de San Antonio (Texas), los días 23, 26 y 27 de noviembre de 1936; la segunda en un estudio en Dallas (Texas), el 19 y el 20 de junio de 1937.

### Fallecimiento
Su muerte ocurrió en circunstancias extrañas. Según las últimas investigaciones, la causa de fallecimiento más aceptada es que murió envenenado por el marido de Beatrice Davies, quien envenenó una botella de whisky con naftalina. Aun así la falta de datos ha alimentado la leyenda y otros dicen que murió de neumonía, algunos que de sífilis, o asesinado con un arma de fuego. Su certificado de defunción revela que falleció el 16 de agosto de 1938, en Greenwood, estado de Misisipi, y que no hubo autopsia. Así como está llena de misterio su muerte, también lo es su lugar de entierro, ya que existen tres posibles tumbas donde se encuentren los restos de Johnson: Una en el Cementerio Payne Chapel, cerca de la localidad de Quito, Misisipi, con la leyenda Resting in the blues (Descansando en el blues); otra en el cementerio de la Iglesia Little Zion, cerca a Greenwood, resturada en 2020 por la compañía discográfica Sony Music (poseedora actual de los derechos sobre sus canciones); y un memorial u obelisco situado en el cementerio de la Iglesia Bautista Mount Zion, también cerca de Greenwood.

### Leyenda
Se dice que Johnson no era muy buen guitarrista antes de que fuera el blusero que hoy en día conocemos. Debido a su frustración, decidió desaparecer algún tiempo. A la vuelta de su partida (aproximadamente un año y medio como lo cuenta su documental) se había convertido en la persona que hoy recordamos y empezaron a circular los rumores (algunos sembrados por Johnson mismo) que había vendido su alma al diablo en un cruce de carretera para poder convertirse en el mejor blusero que nunca hubiera pisado la tierra. Hay quien atribuye esta leyenda también a Tommy Johnson.

## Técnica musical

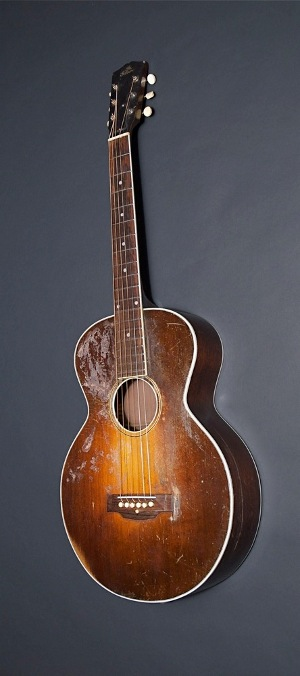
Guitarra Gibson L-1 de Robert Johnson del año 1928.

La técnica guitarrística de Robert Johnson se basa en una evolución del estilo sincopado de Son House, en el que un florido lenguaje de tresillos, glissandos y contrapuntos dialogan con la voz solista sobre un compás 4/4 de la que se encarga el pulgar, martilleando las bordonas.
Puede considerarse a Robert Johnson, junto a Blind Willie Johnson, como el gran maestro de la guitarra slide, técnica consistente en deslizar sobre las cuerdas un tubo metálico (antiguamente con un cuello de botella, en inglés bottleneck), obteniendo un sonido punzante y sinuoso típico de la música afroamericana primitiva.

### Afinaciones diferentes de la guitarra
Además de la afinación usual o estándar (mi, la, re, sol, si, mi), Robert Johnson usa en sus grabaciones al menos otras tres afinaciones:
- Drop D (con la 6.ª cuerda en re en vez de en mi: la afinación de las cuerdas queda re, la, re, sol, si, mi):
  - «Malted Milk»
- Open G (re, sol, re, sol, si, re):
  - «Stones in my passway»
  - «Walking Blues»
  - «Crossroads»
  - «If I had possession over the judgement day»
  - «Last fair deal gone down»
  - «Come on in my kitchen»
  - «Travellin’ Riverside Blues», entre otras)
- Open D (re, la, re, fa#, la, re):
  - «Hellhound on my trail»
  - «Preachin' blues»

## Legado
La vigencia del legado musical de Johnson se basa en una peculiar asunción de las estructuras musicales del blues rural anterior a él (Charlie Patton, Son House, Willie Brown, Blind Lemon Jefferson, etc.) y en la fuerza literaria de unos versos que lo convierten en uno de los más insignes autores de la poesía popular estadounidense. Hay tres constantes en las letras de Johnson: lo efímero de las relaciones humanas, el vagabundeo incesante y los terrores irracionales.
Yendo un paso más allá de la simple evolución folclórica, las letras de sus canciones conforman un imaginería personal en la que se mezclan motivos religiosos, sexuales y festivos, que impactan al oyente gracias a una singular precisión poética. En sus canciones emerge un universo personal de expresión y creatividad, no la mera reiteración de clichés tradicionales. Su inimitable estilo vocal, salpicado de escalofriantes falsetes, su generoso sentido de la libertad interpretativa (se han conservado algunas tomas alternativas de sus canciones, que muestran versiones radicalmente distintas de una misma canción en cuestión de minutos, como en el caso de «Come On in My Kitchen») han hecho de él una isla aparte en la historia del blues.
Su particular estilo como cantante y guitarrista ha sido siempre admirado por artistas como Muddy Waters, Elmore James, Ry Cooder, Keith Richards, Bob Dylan o los integrantes del grupo Led Zeppelin. A través de Muddy Waters y los intérpretes británicos de blues de los años sesenta (como John Mayall, Eric Clapton, Peter Green, Rolling Stones, etc.), su influencia es muy notable en el rock. La explícita «Lemon song», de Led Zeppelin, rinde tributo a una de las estrofas de «Me and the Devil Blues». Eric Clapton ha dedicado un álbum entero Me and Mr. Johnson (el Sr. Johnson y yo) a versionar el repertorio de Robert Johnson; también el guitarrista británico Peter Green lo ha versionado en un disco llamado The Robert Johnson Songbook. Los Rolling Stones, Cream, Jimi Hendrix, Sting y en especial Eric Clapton han grabado versiones de sus canciones.

### Cine
- Crossroads (1986), película de Walter Hill, protagonizada por Ralph Macchio y Joe Seneca, con la aparición de Steve Vai en el duelo final de guitarras.
- Pawn Shop Chronicles (2013), protagonizada por Paul Walker, Elijah Wood, Brendan Fraser, Matt Dillon y Norman Reedus y dirigida por Wayne Krame, posee una referencia a la leyenda del pacto con el diablo.
- Tenacious D in The Pick of Destiny (2006), protagonizada por Jack Black, Kyle Gass, Ben Stiller, Dave Grohl, Ronnie James Dio y Meat Loaf. Cuando le preguntan al técnico de guitarras, este hace alusión a su nombre como el primer poseedor de la "Púa del Destino".
- ReMastered: Devil at the Crossroads Documental de Netflix de 2019 en el que se explora la leyenda de Robert Johnson, basado en entrevistas, investigación histórica y no pocas hipótesis sobre su vida.
- O Brother, Where Art Thou? (2000) de los hermanos Coen. El guitarrista negro también vendió su alma al diablo en un cruce de carreteras (crossroads)

### Televisión
- Se le realizó un homenaje en la serie de ciencia ficción Supernatural emitida por la cadena de televisión CW, en el capítulo 8 de la segunda temporada, «Crossroad Blues», en el que se lo incorpora como personaje y se mencionan varias de sus canciones.
- Aparece como personaje protagonista de la trama del episodio 6 de la segunda temporada de la serie Timeless.

- En la serie Metalocalypse de Adult Swim, el personaje "Mashed Potato Johnson" (en español, Puré de papas Johnson) es una clara parodia/referencia a Robert Johnson, sobre todo en lo que va relacionado con su leyenda, pues en la serie, el personaje había vendido su alma al diablo en un cruce de carretera para poder convertirse en el mejor bluesman que nunca hubiera pisado la tierra.

## Discografía

### Álbum en estudio
- King of the Delta Blues Singers (1961)
- King of the Delta Blues Singers, Vol. II (1970)
- The Complete Recordings (1990)

### Sencillos
| Fecha de lanzamiento | Matrix    | Canción                               | Catalog          | Fecha | Duración |
| -------------------- | --------- | ------------------------------------- | ---------------- | ----- | -------- |
| 1936-11-23           | SA 2580-1 | Kind Hearted Woman Blues              | Vocalion 03416   | 1937  | 2:49     |
| 1936-11-23           | SA 2580-2 | Kind Hearted Woman Blues              | Columbia 30034   | 1970  | 2:31     |
| 1936-11-23           | SA 2581-1 | I Believe I'll Dust My Broom          | Vocalion 03475   | 1937  | 2:56     |
| 1936-11-23           | SA 2582-1 | Sweet Home Chicago                    | Vocalion 03601   | 1937  | 2:59     |
| 1936-11-23           | SA 2583-1 | Ramblin' on My Mind                   | Vocalion 03519   | 1937  | 2:51     |
| 1936-11-23           | SA 2583-2 | Ramblin' on My Mind                   | Columbia 46222   | 1990  | 2:20     |
| 1936-11-23           | SA 2584-1 | When You Got A Good Friend            | Columbia 46222   | 1990  | 2:37     |
| 1936-11-23           | SA 2584-2 | When You Got A Good Friend            | Columbia LP-1654 | 1961  | 2:50     |
| 1936-11-23           | SA 2585-1 | Come On in My Kitchen                 | Vocalion 03563   | 1937  | 2:47     |
| 1936-11-23           | SA 2585-2 | Come On in My Kitchen                 | Columbia 46222   | 1990  | 2:35     |
| 1936-11-23           | SA 2586-1 | Terraplane Blues                      | Vocalion 03416   | 1937  | 3:00     |
| 1936-11-23           | SA 2587-1 | Phonograph Blues                      | Columbia 30034   | 1970  | 2:37     |
| 1936-11-23           | SA 2587-2 | Phonograph Blues                      | Columbia 46222   | 1990  | 2:32     |
| 1936-11-26           | SA 2616-2 | 32-20 Blues                           | Vocalion 03445   | 1937  | 2:51     |
| 1936-11-27           | SA 2627-1 | They're Red Hot                       | Vocalion 03563   | 1937  | 2:56     |
| 1936-11-27           | SA 2627-2 | Dead Shrimp Blues                     | Vocalion 03475   | 1937  | 2:30     |
| 1936-11-27           | SA 2629-1 | Cross Road Blues                      | Vocalion 03519   | 1937  | 2:39     |
| 1936-11-27           | SA 2629-2 | Cross Road Blues                      | Columbia 46222   | 1961  | 2:29     |
| 1936-11-27           | SA 2630-1 | Walking Blues                         | Vocalion 03601   | 1937  | 2:28     |
| 1936-11-27           | SA 2631-1 | Last Fair Deal Gone Down              | Vocalion 03445   | 1937  | 2:39     |
| 1936-11-27           | SA 2633-1 | Preaching Blues (Up Jumped the Devil) | Vocalion 04630   | 1939  | 2:50     |
| 1936-11-27           | SA 2634-1 | If I Had Possession Over Judgment Day | Columbia LP-1654 | 1961  | 2:34     |
| 1937-06-19           | DAL 377-2 | Stones in My Passway                  | Vocalion 03723   | 1937  | 2:27     |
| 1937-06-19           | DAL 378-1 | I'm a Steady Rollin' Man              | Vocalion 03723   | 1937  | 2:35     |
| 1937-06-19           | DAL 379-1 | From Four Until Late                  | Vocalion 03623   | 1937  | 2:23     |
| 1937-06-20           | DAL 394-2 | Hellhound on My Trail                 | Vocalion 03623   | 1937  | 2:35     |
| 1937-06-20           | DAL 395-1 | Little Queen of Spades                | Vocalion 04108   | 1938  | 2:11     |
| 1937-06-20           | DAL 395-2 | Little Queen of Spades                | Columbia 46222   | 1990  | 2:15     |
| 1937-06-20           | DAL 396-1 | Malted Milk                           | Vocalion 03665   | 1937  | 2:17     |
| 1937-06-20           | DAL 397-1 | Drunken Hearted Man                   | Columbia 30034   | 1970  | 2:24     |
| 1937-06-20           | DAL 397-2 | Drunken Hearted Man                   | Columbia 46222   | 1990  | 2:19     |
| 1937-06-20           | DAL 401-1 | Honeymoon Blues                       | Vocalion 04002   | 1938  | 2:16     |
| 1937-06-20           | DAL 402-1 | Love in Vain                          | Columbia 46222   | 1990  | 2:28     |
| 1937-06-20           | DAL 402-2 | Love in Vain                          | Vocalion 04630   | 1939  | 2:19     |
| 1937-06-20           | DAL 403-1 | Milkcow's Calf Blues                  | Vocalion 03665   | 1937  | 2:14     |
| 1937-06-20           | DAL 403-2 | Milkcow's Calf Blues                  | Columbia 46222   | 1990  | 2:20     |